# ディスタービング・ダ・ピース
ディスタービング・ダ・ピース（Disturbing tha Peace、通称「DTP」）は、デフ・ジャム傘下のレーベルで、シャカ・ズールー、ジェフ・ディクソン、リュダクリスによって設立された。

## 所属アーティスト
- リュダクリス（Ludacris）
- ショウナ（Shawnna）※女性ラッパー。バディ・ガイの娘。2005年離脱、2007年復帰。
- チンギー（Chingy）※金銭問題で一度は去るものの復帰
- フィールド・モブ（Field Mob）※ジョージア州出身で、唯一デフ・ジャム内傘下ではないユニバーサル ミュージック グループ内の傘下のゲフィン・レコードと契約
- シャリーファ（Shareefa）
- ボビー・ヴァレンティノ（Bobby Valentino）※シンガー。2008年、自己レーベル設立と同時に離脱。
- I-20（I-20）
- ドン・キャノン (Don Cannon)
- リル・フェイト（Lil Fate）
- プレイヤズ・サークル（Playaz Circle）
- スモール・ワールド（Small World）
- ウィリー・ノースポール（Willy Northpole）
- ノーフォーク（Norfclk）
- DJジェイ・シー（DJ Jay Cee）※リュダクリスサポートDJ

### 過去に在籍したアーティスト
- 2チェインズ (2 Chainz)
- リル・スクラッピー（Lil Scrappy）
- ウィリー・ノースポール (Willy Northpole)